# 友常穀三郎

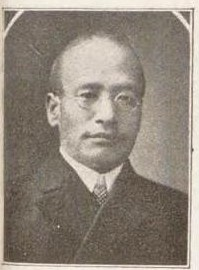
友常穀三郎

友常 穀三郎（ともつね こくさぶろう、1862年8月9日（文久2年7月14日）- 1938年（昭和13年）9月7日）は、明治から昭和前期の実業家、政治家。衆議院議員。

## 経歴
唐津藩の江戸藩邸で同藩士・友常典膳の二男として生まれる。1889年（明治22年）8月、家督を相続した。
唐津藩学寮、東京外国語学校、大学予備門で学んだ。その後、東京神田で家塾を開き、明治法律学校英語科で教え、日本英語学館教頭を務めた。
実業界に転じて神戸に移り、ワーゲンフー商社、フレザー商会など在日外国商社の支配人も務めた。友垣紡績会社社長、九州商業銀行頭取、東肥鉄道社長、南信自働車社長などを務めたほか、綿花輸入商を営み、神戸貿易商会、東京貿易商会を経営した。
1912年（明治45年）5月、第11回衆議院議員総選挙で栃木県郡部より立憲政友会所属で出馬して当選。次の第12回総選挙でも再選されたが、1916年（大正5年）12月15日、衆議院議員選挙法違反事件で大審院の上告棄却の判決により退職した。1920年（大正9年）5月の第14回総選挙で再選され、衆議院議員を通算3期務めた。

## 著作
- 『英学軌範 会話之部』英学速成校、1887年。